# Atlantisch orkaanseizoen 1525-1549
Hoewel data niet voor iedere voorgekomen storm beschikbaar zijn uit het Atlantisch orkaanseizoen 1525-1549, waren sommige delen van de kustlijn bevolkt genoeg om betrouwbare gegevens te verzamelen over de waargenomen orkanen. Elk seizoen was een jaarlijkse cyclus van tropische cycloon-formaties in de Atlantisch stroomgebied. De meest tropische cycloonformaties vonden plaats tussen 1 juni en 30 november.

## Stormen
| Jaar | Locatie                     | Datum        | Dodental               | Schade/Opmerkingen      |
| ---- | --------------------------- | ------------ | ---------------------- | ----------------------- |
| 1525 | westen van Cuba             | eind oktober | 73                     | onbekend                |
| 1526 | Wilmington (North Carolina) | juni         | onbekend               | 1 Spaans schip verloren |
| 1527 | westen van Cuba             | oktober      | 70                     | diverse overstromingen  |
| 1527 | kust van Texas              | november     | 200                    | handelsvloot vernield   |
| 1530 | Puerto Rico                 | 31 augustus  | ongeteld aantal doden  | onbekend                |
| 1533 | Puerto Rico                 | onbekend     | veel slaven gedood     | mogelijk 3 orkanen      |
| 1537 | Puerto Rico                 | onbekend     | veel slaven verdronken | onbekend                |
| 1537 | noordwesten van Cuba        | onbekend     | onbekend               | 2 schepen verloren      |
| 1545 | Dominicaanse Republiek      | 20 augustus  | veel                   | onbekend                |
| 1545 | Mexico                      | onbekend     | onbekend               | 1 schip verloren        |